# Super Scribblenauts
Super Scribblenauts è il seguito del gioco Scribblenauts per Nintendo DS. In questo capitolo sono stati aggiunti nuovi vocaboli, tra cui la possibilità di scrivere aggettivi.

## Tipi di livelli
Sono presenti i due classici tipi di livello del capitolo precedente:
- Livelli Azione, in cui conta essere veloci ed abili.
- Livelli Puzzle, dove bisogna risolvere enigmi.

## Mondi di gioco
I mondi in questo capitolo sono galassie formate da più stelle; al momento del completamento di una galassia, questa prende forma e diventa una sagoma di una figura presente nel gioco. I mondi di gioco sono 8 per un totale di 240 livelli. Anche in questo capitolo sono presenti gli Ollari (le monete), ma non sono necessari per sbloccare i mondi successivi.